# NGC 5552
NGC 5552 este o galaxie lenticulară situată în constelația Fecioara. A fost descoperită în 8 mai 1864 de către Albert Marth. Se află la o distanță de 110,25 megaparseci de Pământ.